# バレーボールスペイン女子代表
バレーボールスペイン女子代表（バレーボールスペインじょしだいひょう）は、バレーボールの国際大会や親善試合で編成されるスペインの女子バレーボールナショナルチームである。スペインバレーボール連盟（REAL FEDERACION ESPAÑOLA DE VOLEIBOL）によって組織されている。

## 過去の成績

### オリンピックの成績
- 1992年 - 8位

### 世界選手権の成績
- 1982年 - 20位

### ワールドカップの成績
- 1991年 - 11位

### ヨーロッパ選手権の成績
- 2005年 - 12位
- 2007年 - 15位
- 2009年 - 9位
- 2011年 - 11位
- 2013年 - 16位

### 欧州リーグの成績
- 2009年 - 6位
- 2010年 - 5位
- 2011年 - 8位
- 2012年 - 7位
- 2014年 - 5位
- 2016年 - 6位
- 2017年 - 3位

### 地中海競技大会
- 1979年 - 5位
- 1991年 - 6位
- 1993年 - 5位
- 2001年 - 5位
- 2005年 - 5位